# ラジオあさいちばん (関東ローカル)
NHKラジオ第1放送で放送するラジオあさいちばんは、平日7:40からは関東・甲信地方へ向けたニュースや話題を放送する。
月曜から金曜の7:53からは地域ごとに異なり、NHK甲府放送局は7:53から山梨県へ向けたニュース・天気予報・交通情報を伝える。土曜日と12月29日～12月31日は関東・甲信越地方で放送される。1月1日～1月3日は各放送局から放送する。
なお、主に日本国外へ向けたNHKワールド・ラジオ日本（短波・衛星ラジオ）や日本国内で配信しているNHKネットラジオ らじる★らじるでも聴取することができた。

## 出演者
引き続き全国版のキャスターが担当するが、土曜日のみ気象予報士は出演しない。

## 番組内容
平日
- 7:40 ニュース（男性キャスター担当）
- 7:43頃 交通情報 - 鉄道（JR東日本鉄道司令室　私鉄分はスタジオから放送）、航空（羽田空港）
- 7:45頃 あさいちウォッチ（月曜日～水曜日）、聞きどきウォッチ（木曜日）、おでかけウォッチ（金曜日）

以下関東地方（594KHz）、長野県と国際放送およびネットラジオのみ（年末は新潟県でも放送）
- 7:54頃 気象情報
- 7:56頃 お便り紹介
- 7:58 番組全体のエンディング→音楽（ところによって道路交通情報　NHKオンラインでは「朝の音楽」として別番組扱いされている。国際放送は交通情報は流さず音楽のみ）

土曜日
- 7:40 気象情報（女性キャスター担当）
- 7:42 交通情報 - 鉄道（JR東日本鉄道司令室　私鉄分はスタジオから放送）、航空（羽田空港）
- 7:44 土曜カルチャー
- 7:52 ニュース（男性キャスター担当）
- 7:54 気象情報（女性キャスター担当）
- 7:56 道路交通情報
- 7:59 お便り紹介→エンディング音楽

1月1日～1月3日
関東地方は女性キャスター担当する。
内容は、鉄道情報（JR東日本鉄道司令室）、航空（女性キャスターが読む）、気象情報、道路交通情報の順に放送する。

### あさいちウォッチ
関東ローカルのメインコーナー。ディレクターやリポーターによる取材報告、電話インタビュー、識者のコラムを放送。
月曜日は生鮮品の旬の話題、火曜日はビジネス編（コラム）、水曜から金曜は3日完結で放送することもある。
2009年度から月曜以外の内容をインターネットでオンデマンド配信、第1火曜日に勝間和代を起用した。

## 放送時間
|        | 関東      | 山梨県    | 長野県    | 新潟県    |
| ------ | --------- | --------- | --------- | --------- |
| 平日   | 7:40-8:00 | 7:40-7:53 | 7:40-8:00 | 放送なし  |
| 祝日   | 7:40-8:00 | 7:40-7:58 | 7:40-8:00 | 放送なし  |
| 土曜日 | 7:40-8:00 | 7:40-8:00 | 7:40-8:00 | 7:40-8:00 |
| 年末   | 7:40-8:00 | 7:40-7:53 | 7:40-8:00 | 7:40-8:00 |